# Greg Little (giocatore di football americano 1997)
Gregory Little (Allen, 4 novembre 1997) è un giocatore di football americano statunitense che milita nel ruolo di offensive tackle per i Carolina Panthers della National Football League (NFL).

## Carriera universitaria
Taylor al college giocò a football con gli Ole Miss Rebels dal 2016 al 2018 divenendo titolare già a partire dalla sua prima stagione in sostituzione di Laremy Tunsil. Nell'ultima annata fu inserito nella formazione ideale della Southeastern Conference.

## Carriera professionistica
Taylor fu scelto nel corso del secondo giro (37º assoluto) del Draft NFL 2019 dagli Carolina Panthers. La sua stagione da rookie si concluse con 4 presenze (3 tackle sinistro come titolare) prima di venire inserito in lista infortunati il 14 dicembre 2019.